# Tanden
Tanden 丹田 (in cinese: Dāntian 丹田; in coreano: 단전 DanJeon 丹田; in tailandese Dantian ตันเถียน) è un termine sinogiapponese che ricorre spesso nelle arti marziali giapponesi e particolarmente nella disciplina dell'Aikidō.
Esistono tre sedi naturali in cui si localizza il 氣 Ki e nella lingua giapponese esse sono denominate "tanden" 丹田. Queste non sono però delle vere e proprie sedi fisiche, materiali, corporee, ma sono dei punti virtuali dove viene localizzata la cosiddetta presenza mentale del praticante.
Il Ki 氣 è l'energia vitale che percorre questi i centri vitali, li rende funzionali e capaci di svolgere il loro compito essenziale per il mantenimento in vita dell'essere umano. Nelle arti marziali orientali esistono tecniche particolari che sono in grado di provocare il collasso di questi centri vitali, agendo sul normale fluire del Ki 氣 e le sue interazioni fra i tanden: sono i cosiddetti colpi mortali, i quali sono portati in punti del corpo umano non necessariamente corrispondenti alle localizzazioni dei tre tanden, in quanto in questi casi si sfrutta l'effetto reflessologico esistente nell'interazione fra le parti del corpo umano con i vari centri vitali con cui la parte stessa interagisce nell'espletare le proprie funzioni vitali.
Nella disciplina dell'Aikidō i tre centri vitali presi in considerazione corrispondono ad altrettanti centri già utilizzati nella disciplina dello yoga, denominati bandha (बन्ध in sanscrito)

Si riscontrano tre centri vitali: viscerale, mediano, superiore.

## Il centro viscerale
Il Seika tanden 臍下丹田 anche denominato kikai tanden 気海丹田: è la sede viscerale, localizzata attraverso la presenza mentale del praticante nel cosiddetto "seika no itten", un punto psicofisico immateriale a circa 4 centimetri sotto dell'ombelico. In questa sede avvengono le interazioni con le energie basali che provengono all'uomo direttamente dalle forze vitali più profonde della natura collegate con il senso della vita e della morte. Il seika tanden 気海丹田 è intimamente correlato a ciò che i giapponesi identificano più in generale con il termine hara 腹, cioè la postura dell'uomo intesa come atteggiamento fisico del corpo in correlazione con l'atteggiamento e la disposizione d'animo e l'espressione della qualità della vita interiore di una persona. Dal punto di vista della capacità di movimento dinamico del corpo nelle arti marziali giapponesi, hara 腹 ed in particolare seika no itten, costituiscono la sede psicofisica della presenza mentale del praticante, il quale porta in questa sede il centro della propria stabilità psicofisica e della generazione dei propri movimenti corporei. Questo è il centro vitale dell'Uomo anche secondo il Buddhismo Zen 禅. Questo centro vitale localizzato alla base della hara 腹, compendia quelle funzionalità che nella tradizione induista sono attribuite ai due chakra inferiori: il Muladhara ed il Svadhishthana chakra.

## Il centro mediano
Il Chudan tanden 中段丹田 è la sede mediana localizzata attraverso la presenza mentale del praticante in corrispondenza del torace all'altezza del cuore. Secondo la tradizione orientale questa è la sede relazionale dell'uomo: per quanto riguarda la vita interiore questo centro vitale pone in relazione il centro inferiore del kikai tanden con il centro vitale superiore del jodan tanden, mentre per quanto concerne la vita di relazione con l'esterno esso pone in relazione il sentire dell'uomo con l'ambiente e gli altri esseri a lui circostanti. Questo centro vitale ha le funzionalità corrispondenti a quelle che nella tradizione induista sono attribuite ai due chakra mediani denominati Manipura ed Anahata chakra.

## Il centro superiore
Il Jodan tanden 上段丹田 è la sede superiore dei centri vitali dell'uomo, che il praticante localizza attraverso la presenza mentale in corrispondenza del punto situato fra le sopraccìglia degli occhi e che si avvale delle funzionalità corrispondenti a quelle che nella tradizione induista sono attribuite i tre chakra superiori: il Vishuddha, l'Ajna ed il Sahasrara chakra.